# Josef Eberle (Bildhauer)

Josef Eberle

Josef Eberle (* 13. Februar 1839 in München; † 7. Juni 1903) war ein in Überlingen tätiger Bildhauer.

## Leben und Wirken
Eberle wurde als Sohn des Vergolders und Malers David Eberle geboren. 1845 siedelte die Familie nach Überlingen über, wo der Vater sein Geschäft weiterführte. Er ließ sich zum Holz- und Steinbildhauer ausbilden. Zunächst absolvierte er die Lehrzeit bei einem Steinmetz in Radolfzell und arbeitete danach in den Ateliers von Josef Alois Knittel in Freiburg im Breisgau, bei Eduard Schmidt von der Launitz, dem Schöpfer des Gutenbergdenkmals in Frankfurt am Main (1854/1858) und bei Hans Bauer in Konstanz. Von 1863 bis 1869 studierte er an der Münchener Kunstakademie bei Joseph Knabl, der einer der führenden Münchner Bildhauer sakraler Kunst war. Knabls Arbeiten prägten Eberle maßgeblich.
Im Jahre 1871 eröffnete Josef Eberle in der Bahnhofstraße in Überlingen ein „Atelier für kirchliche Kunst Altäre Kanzeln etc. etc. nach eigenen oder vorhandenen Entwürfen in allen Stilarten Taufsteine und Grab-Monumenten etc. Specialität:Figuren strengen Stilcharakters.“
Die Qualität seiner Arbeiten wurde offenbar sehr geschätzt, denn er belieferte nicht nur den Bodenseeraum, sondern auch den Freiburger und Karlsruher Raum und exportierte sogar einige Arbeiten in die Schweiz, nach Amerika und Südafrika.
Eberle besuchte die Wiener Weltausstellung 1873 sowie die Weltausstellung Paris 1878. Für einige seiner Arbeiten wurde Eberle auf verschiedenen Kunstausstellungen ausgezeichnet: 1881 erhielt er ein Diplom der Badischen Kunst- und Gewerbeausstellung in Karlsruhe. 1885 wurde ihm eine Medaille in Antwerpen verliehen. 1887 folgte ein Diplom zweiter Klasse der Oberrheinischen Gewerbeausstellung in Freiburg. 1888 wurde ihm ein Ehrendiplom der Deutsch-Nationalen Kunstgewerbeausstellung in München verliehen und die Veranstalter der World’s Columbian Exposition, die 1893 stattfand, zeichneten ihn ebenfalls aus.
1896 erkundigte sich Josef Eberle, nachdem er im gleichen Jahr einen Schlaganfall erlitten hatte, an der Münchner Kunstakademie nach einem geeigneten Bildhauer, der die Geschäftsleitung übernehmen könne. Er fand in Eugen Mezger (1866–1908) einen Partner und Nachfolger. Im folgenden Jahr zog sich Eberle aus dem Geschäft zurück; sein Atelier ging in den Besitz von Eugen Mezger und dessen Bruder Victor über und wurde unter dem Namen Eberle’sche Kunstwerkstätte Gebr. Mezger weitergeführt. Später heiratete Eugen Mezger die Tochter von Josef Eberle, Klara Mezger, geb. Eberle.

## Werke (Auswahl)

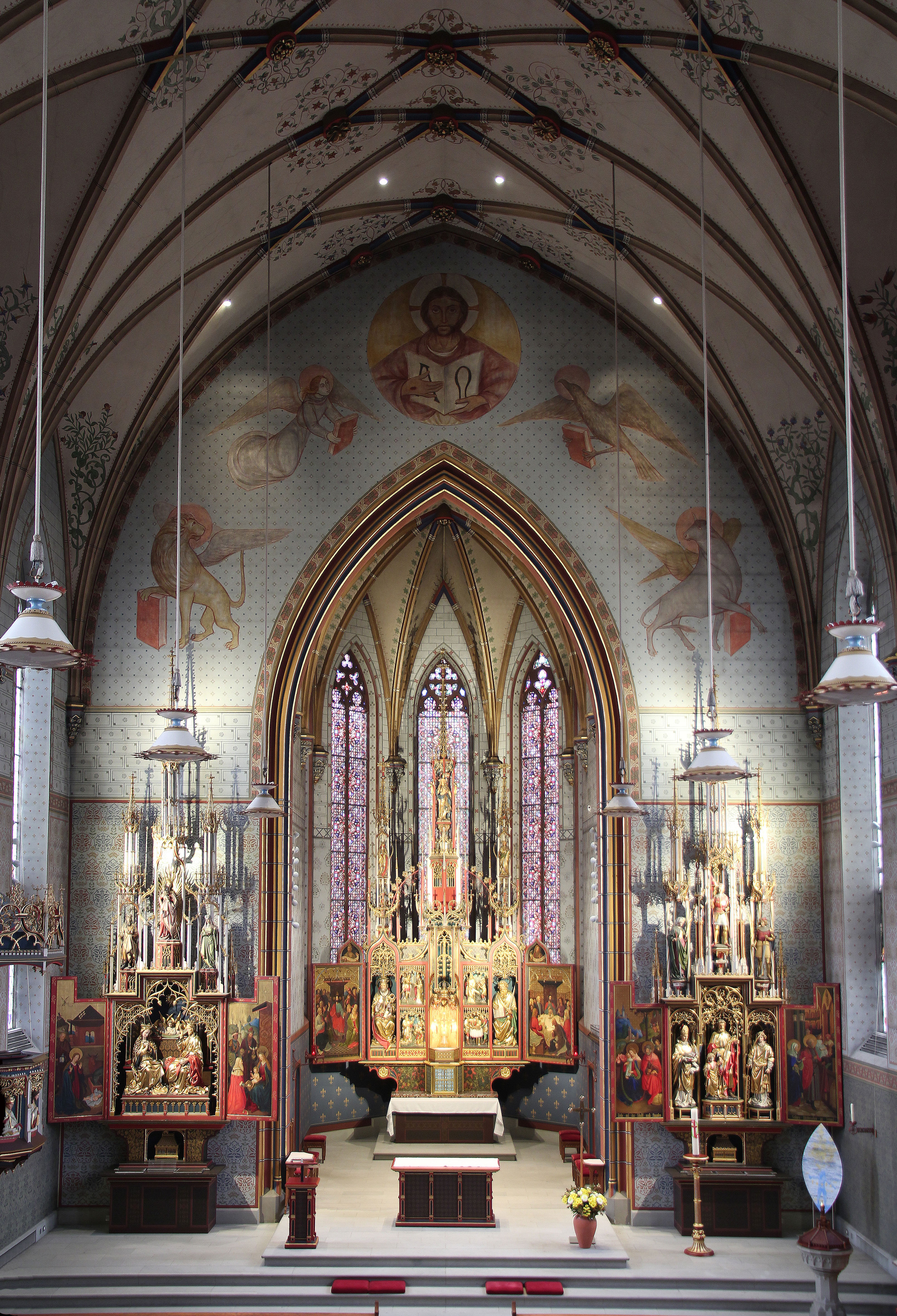
Altäre in Winterthur-Neuwiesen
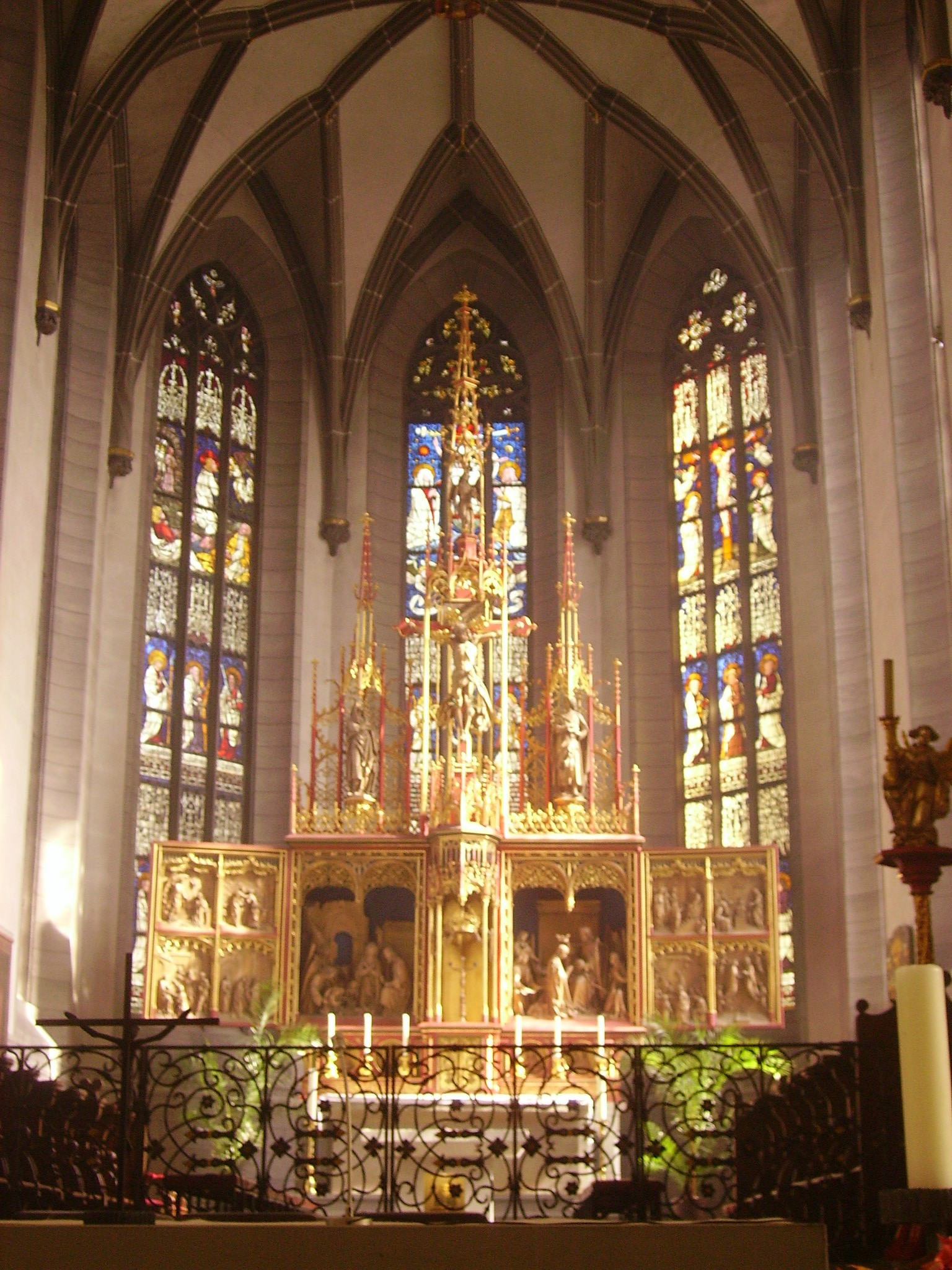
Hochaltar, Radolfzell Münster
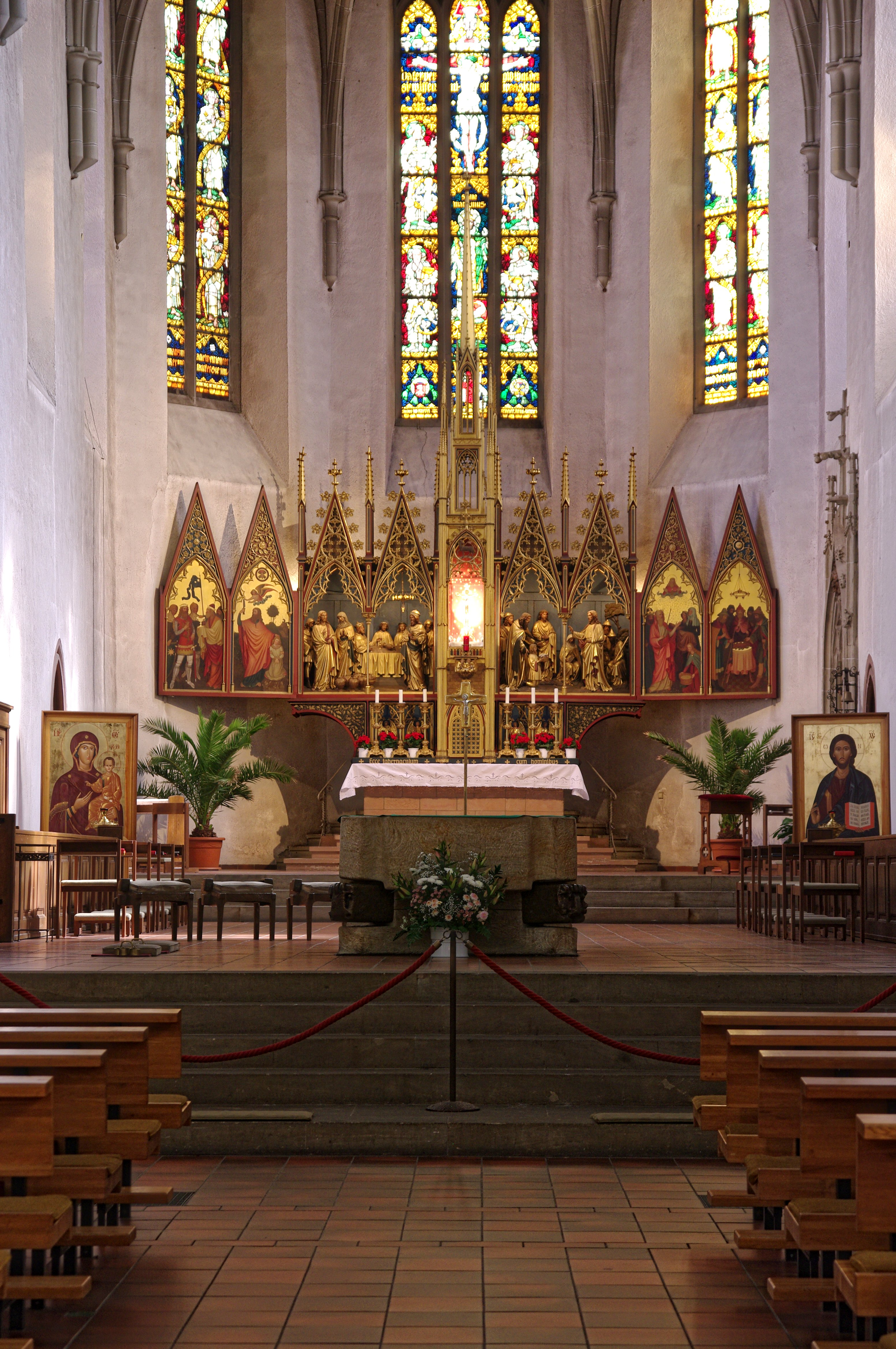
St. Martin Freiburg  Hauptaltar
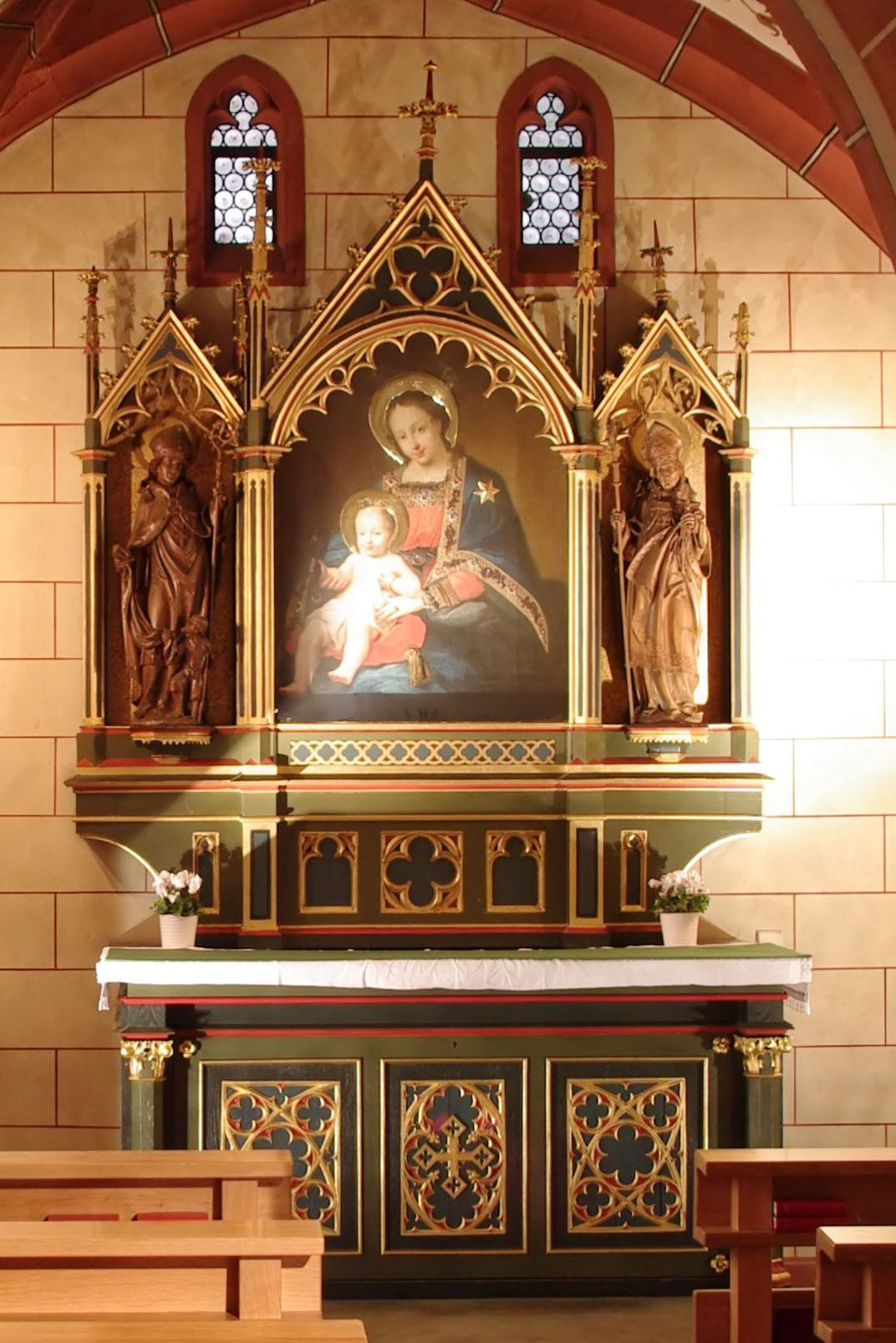
St. Martin Freiburg, Seitenaltar
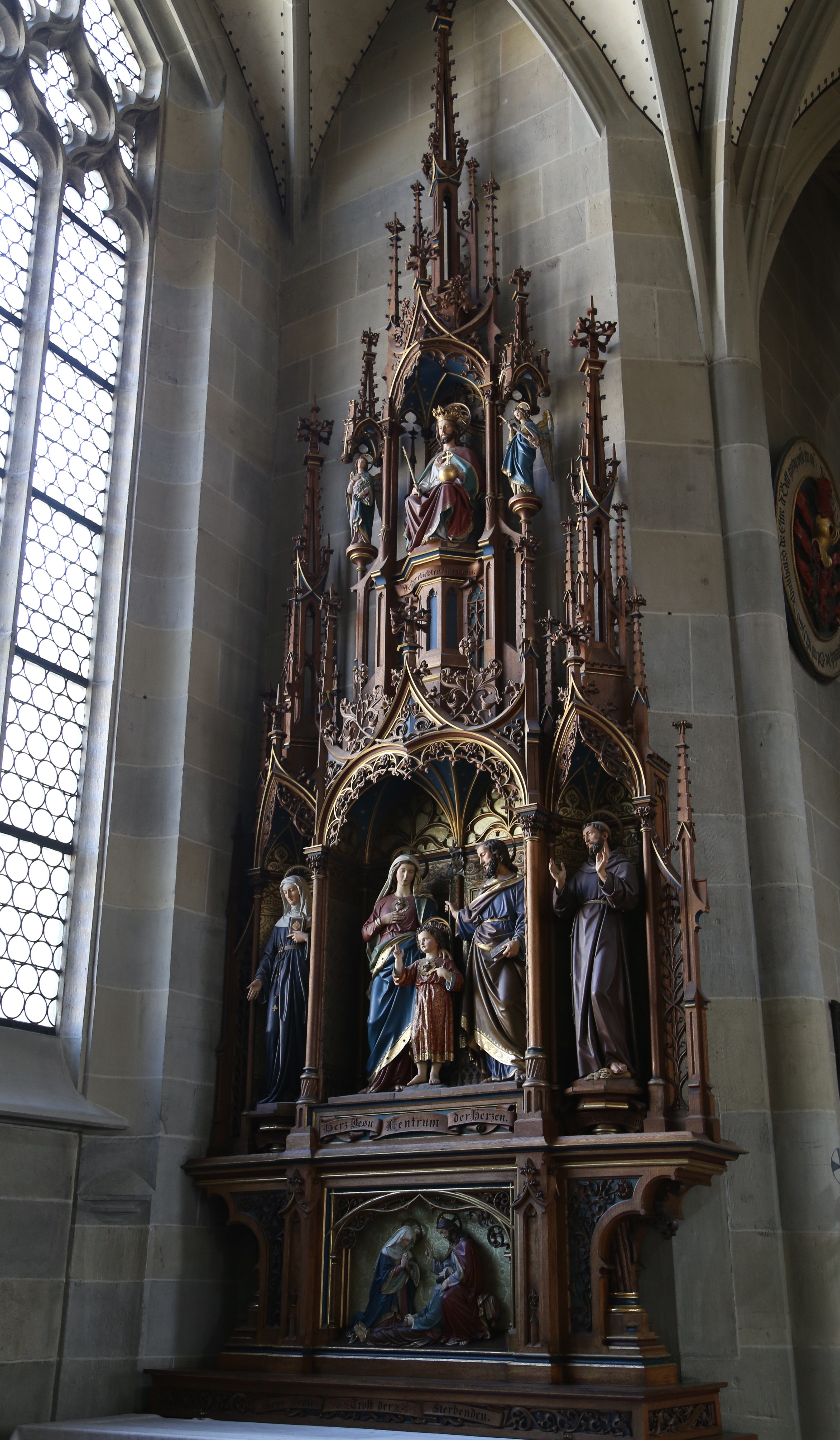
Münster Überlingen, Kapellenaltar
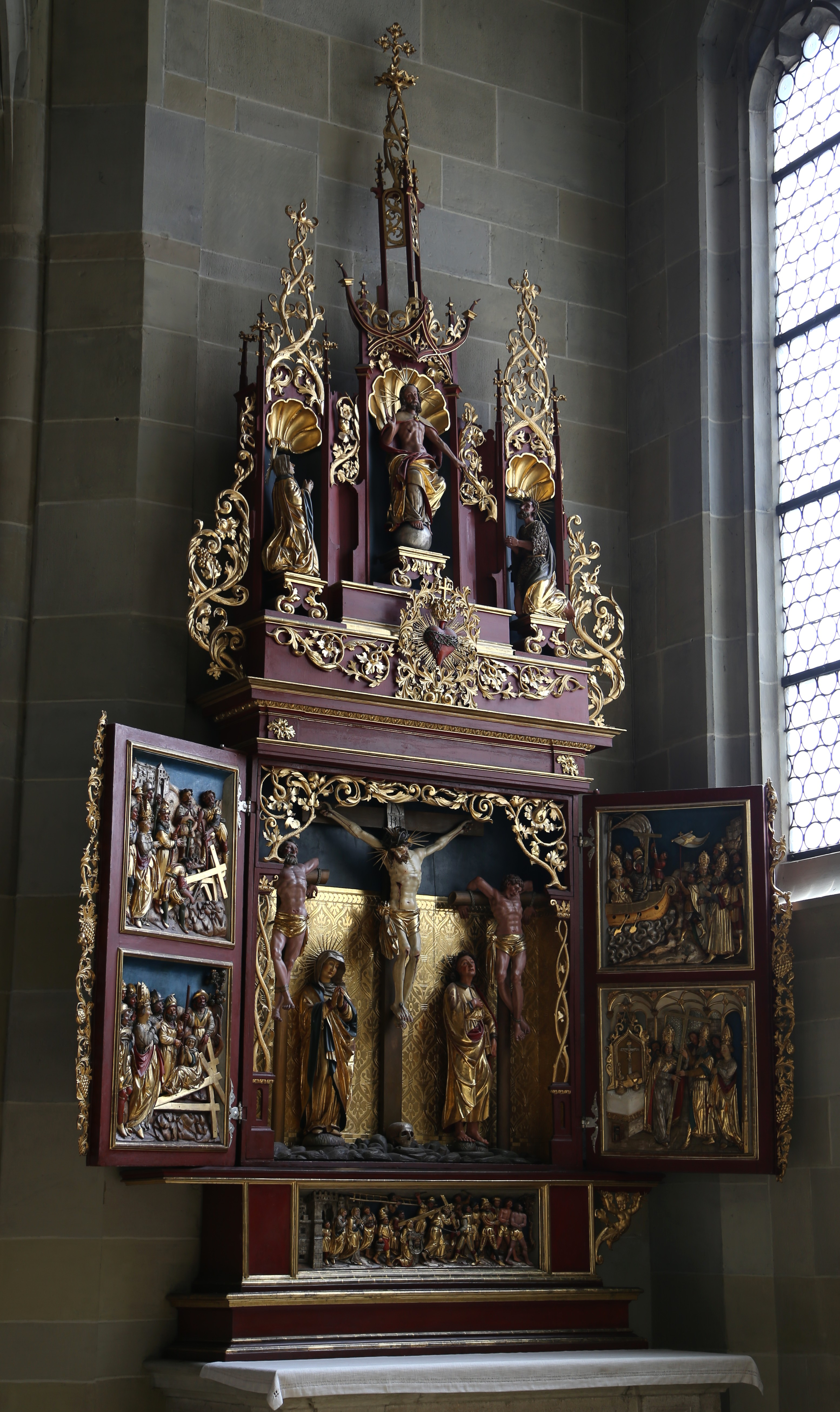
Münster Überlingen, Herz-Jesu Altar
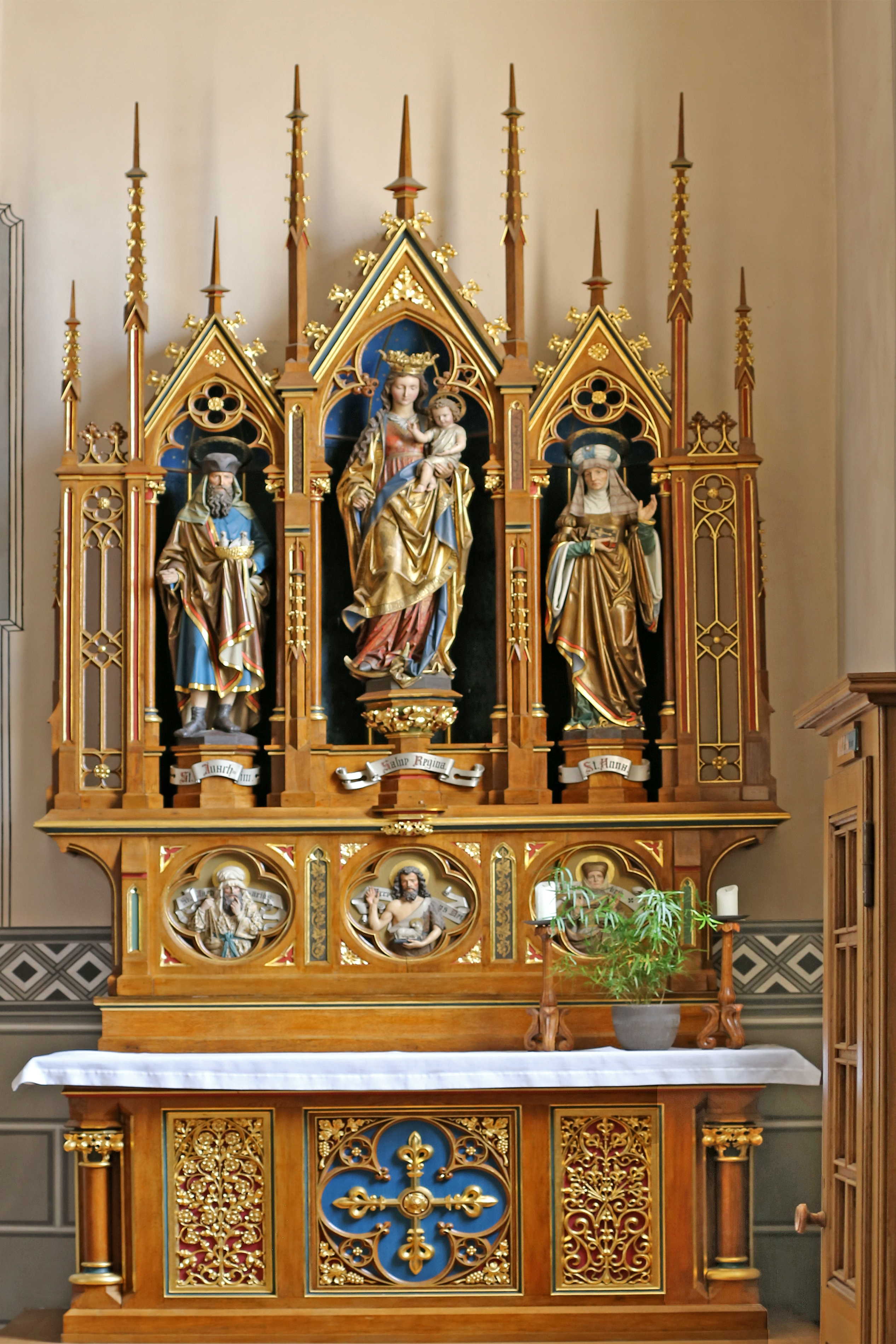
St. Martin Staufen, Marienaltar
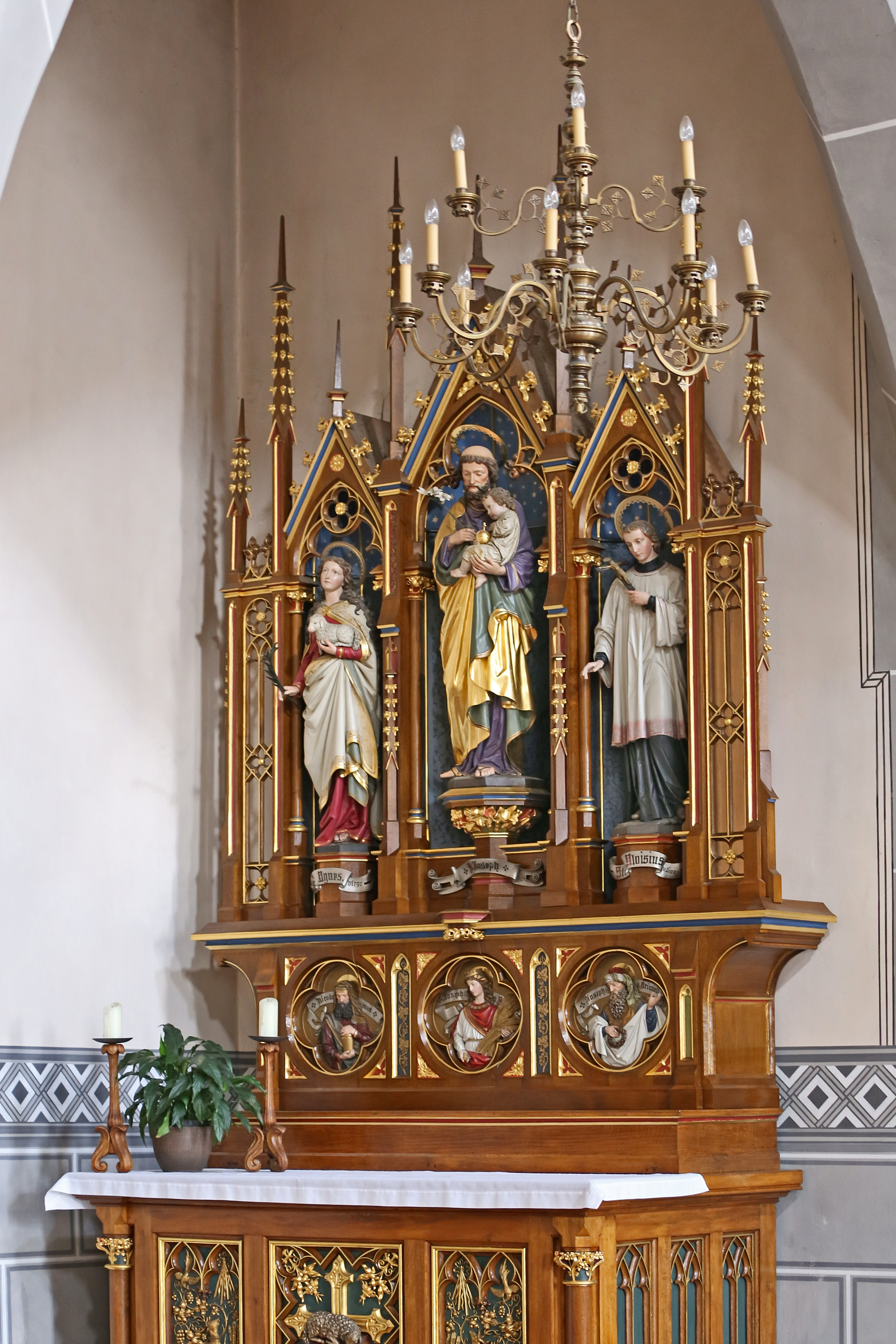
St. Martin Staufen, Josefaltar
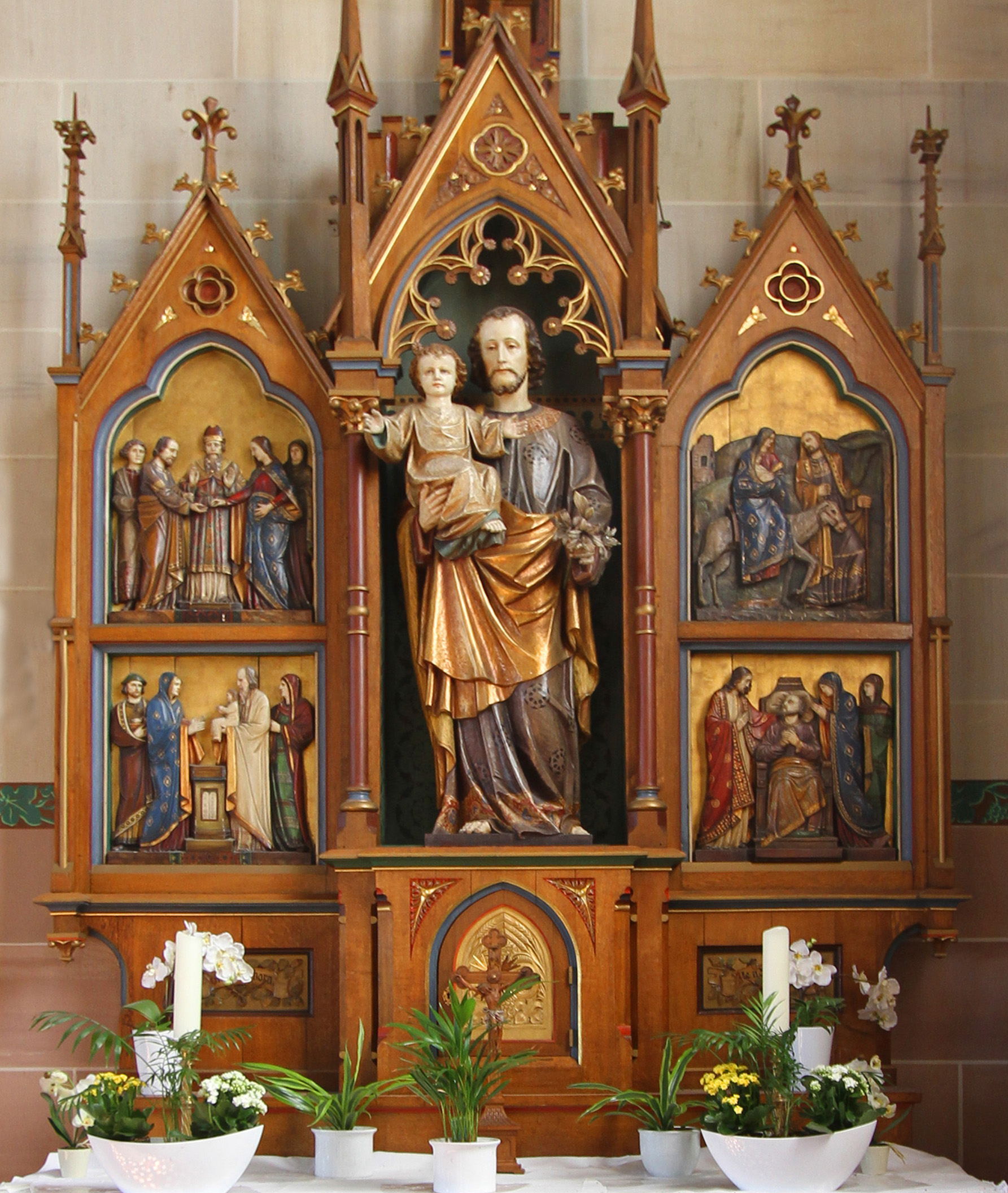
St. Johannes Nepomuk Gaggenau-Hörden, Josefsaltar
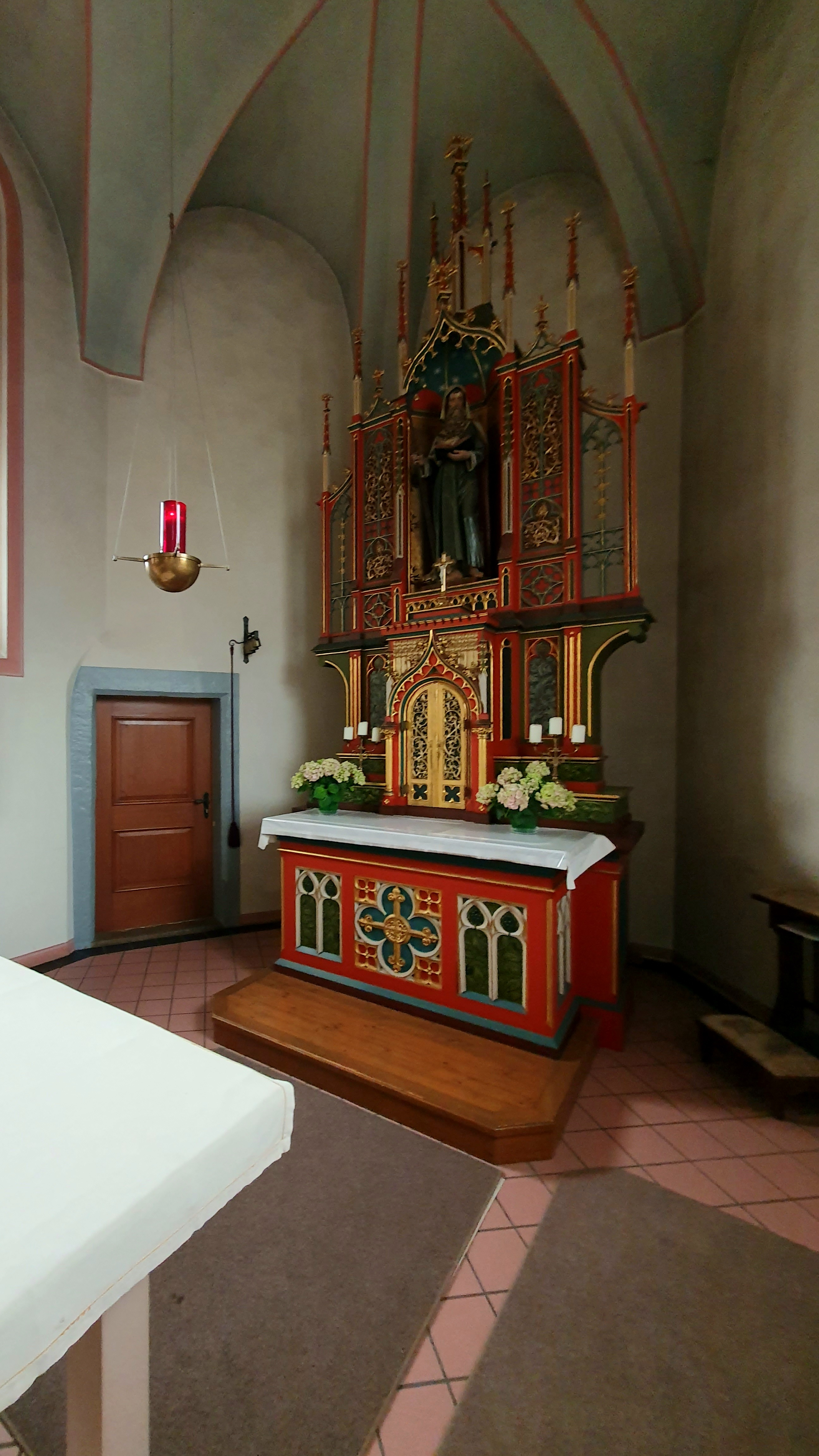
Antoniuskapelle Horheim, Antoniusaltar

- Radolfzell, Pfarrkirche Unserer Lieben Frau, Hochaltar
- Freiburg im Breisgau, St. Martin, Hochaltar und einen Seitenaltar[3]
- Staufen im Breisgau, St. Martin, Mutter-Gottes-Altar und Josefs-Altar (Seitenaltäre um 1890)
- Gaggenau-Hörden, St. Johannes Nepomuk, Hochaltarretabel
- Überlingen, Münster Sankt Nikolaus, Kinderfreund-Altar und Herz-Jesu-Altar
- Geisingen-Leipferdingen, St. Michael, Hochaltar (Herz-Jesu-Altar 1879)
- Winterthur-Neuwiesen, Pfarrkirche St. Peter und Paul, Hochaltar, Seitenaltäre und Kanzel, Schweiz, ab 1883
- Horheim, St. Antonius-Kapelle, Hauptaltar, bestellt 1896, geliefert 1898